# Potraš (Federacja Bośni i Hercegowiny)
Potraš – wieś w Bośni i Hercegowinie, w Federacji Bośni i Hercegowiny, w kantonie tuzlańskim, w mieście Tuzla. W 2013 roku pozostawała niezamieszkana.